# Andrée Brunin
Texte en italique
Pour les articles homonymes, voir Brunin.
Andrée Brunin, née le 13 février 1937 à La Madeleine , et morte le 1er avril 1993 à Bavinchove, est une poétesse française.

## Biographie
Femme du Nord, Andrée Brunin est née à La Madeleine le 13 février 1937. Son père cheminot est mort pour la France aux commandes de sa locomotive. Elle fut adoptée Pupille de la Nation le 5 mars 1948. Elle vécut à Hellemmes durant toute sa jeunesse, passa les mois d’été au Pas-de-l’Échelle (Haute-Savoie) en tant que monitrice des colonies de vacances de la SNCF et voyagea à travers la France. Elle obtint son Certificat d’études en 1951 et suivit une formation de sténodactylographe à l’École Pratte de Lille. Employée aux établissements Brunel-frères, elle cessa son activité professionnelle en 1962 pour se marier avec Lionel Top et se consacrer à sa vie de famille. La plupart de ses textes furent écrits dans le Nord. En 1976, le ménage fit l’acquisition d’une maison à Bavinchove qui devint son séjour favori. Elle y mourut d’une leucémie aiguë le 1er avril 1993.
À l'occasion du dixième anniversaire de sa disparition, de nombreuses manifestations, parrainées par Robert Sabatier, de l'Académie Goncourt, furent organisées dans la région Nord-Pas-de-Calais (spectacles, avec Annick Alane, André Falcon de la Comédie Française, Jean-Michel Branquart, Brigitte Fossey, Jean-François Quéniart, conférences par Geneviève Brunel-Lobrichon, Jill Anderson, Guy Fontaine, Christine Duthoit, expositions...). La Bibliothèque de Bavinchove qu'elle avait animée porte désormais son nom. L'univers poétique d'Andrée Brunin a inspiré divers peintres (Joke Aarts, Ans Vandorselaer, André Lesage,...), d'autres poètes (Jean-Philippe Le Guevel,...) ainsi que plus d'une trentaine de musiciens (France, Roumanie, États-Unis, Italie, Australie, Nouvelle-Zélande, Suisse...) qui ont composé d'après ses textes. Des contes pour enfant, un roman épistolaire restent à publier.
Sa maison « Windhuus » à Bavinchove fait partie de la Fédération des Maisons d'écrivains et des patrimoines littéraires et accueille régulièrement des manifestations artistiques. Un fonds d'archives est à la disposition des chercheurs.

## Œuvres
Sa poésie à l’instinctive immédiateté reflète le quotidien dans sa fraîcheur ou son angoisse et se distingue par une forme très variée souvent basée sur des structures populaires mais qui ne dédaigne pas de faire appel à des combinaisons raffinées ou des figures savantes ; les différents vers employés, souvent impairs, confèrent à ses textes une allure d’improvisation toujours musicale. Les différentes parties du recueil correspondent aux périodes de sa vie, mêlant l'enthousiasme débordant au profond désespoir, l'ensemble témoignant d'une palette d'une grande densité.
Son œuvre comprend principalement :
- Fille du Vent, recueil de poèmes - éditions Nomad’s land, Paris, 2003
- La pensée, conte pour enfants
- Histoire du petit bonnet, conte pour enfants
- Recueil de chansons de colonies
- La pluie verse des larmes d’argent, roman épistolaire

## Poésies mises en musique
- Isabelle Aboulker : J'aimerais vivre
- Corentin Boissier : Complainte à Marie pour voix et orgue
- Françoise Choveaux : Cinq mélodies. cycle pour ténor, mezzo et piano
- Maryse Collache-Rouzet : Le temps du vent, Message in blue, O mon bel inconnu, cher Amour, Homme, Si tu devais, Comme lilas boit la rosée, Mars, Réflexions
- Jean-Jacques Flament : Mon enfant
- Edwin Carr : Avec Toi
- Harry Cox (en) : Trois chansons
- Jean-Luc Darbellay : L’Éternité pour récitant et saxophone
- Jacqueline Fontyn : Fille du vent pour récitante amplifiée, flûte, alto et piano
- Christophe Frionnet : Au voleur pour voix et guitare
- Anthony Girard :Le Temps du vent pour ténor et piano (Agir éditions)
- Dianne Goolkasian Rahbee :Infini
- Joni Green : Message in blue
- Suzanne Joly : Chanson de la fille du vent 1re version pour voix et piano ou ensemble instrumental, 2e version pour voix a cappella
- Wally Karveno : Écho de Flandre, cycle
- Philippe Malhaire : Complainte à Marie
- Pierrette Mari : Dans l'espace figé
- Eli Marshall : Infini
- Max Pinchard : J'aimerais vivre
- Jean-Christophe Rosaz : À la Fille du Vent (éditions Delatour)
- Isaac Schankler: Ma ville
- Horia Surianu : Si...
- Peter Tahourdin : Sept Chansons Intimes (Australian Music Center)
- Damien Top : Deux poèmes d'Andrée Brunin : Complainte - Fille du vent pour voix, flûte et piano. Beau Sapin pour voix et piano (ou orgue). Tombe la neige pour voix et violoncelle

## Discographie
- CD Fille du Vent, Marieke chante Brunin, Westland Music Inc., 2023